# Високі Татри (місто)

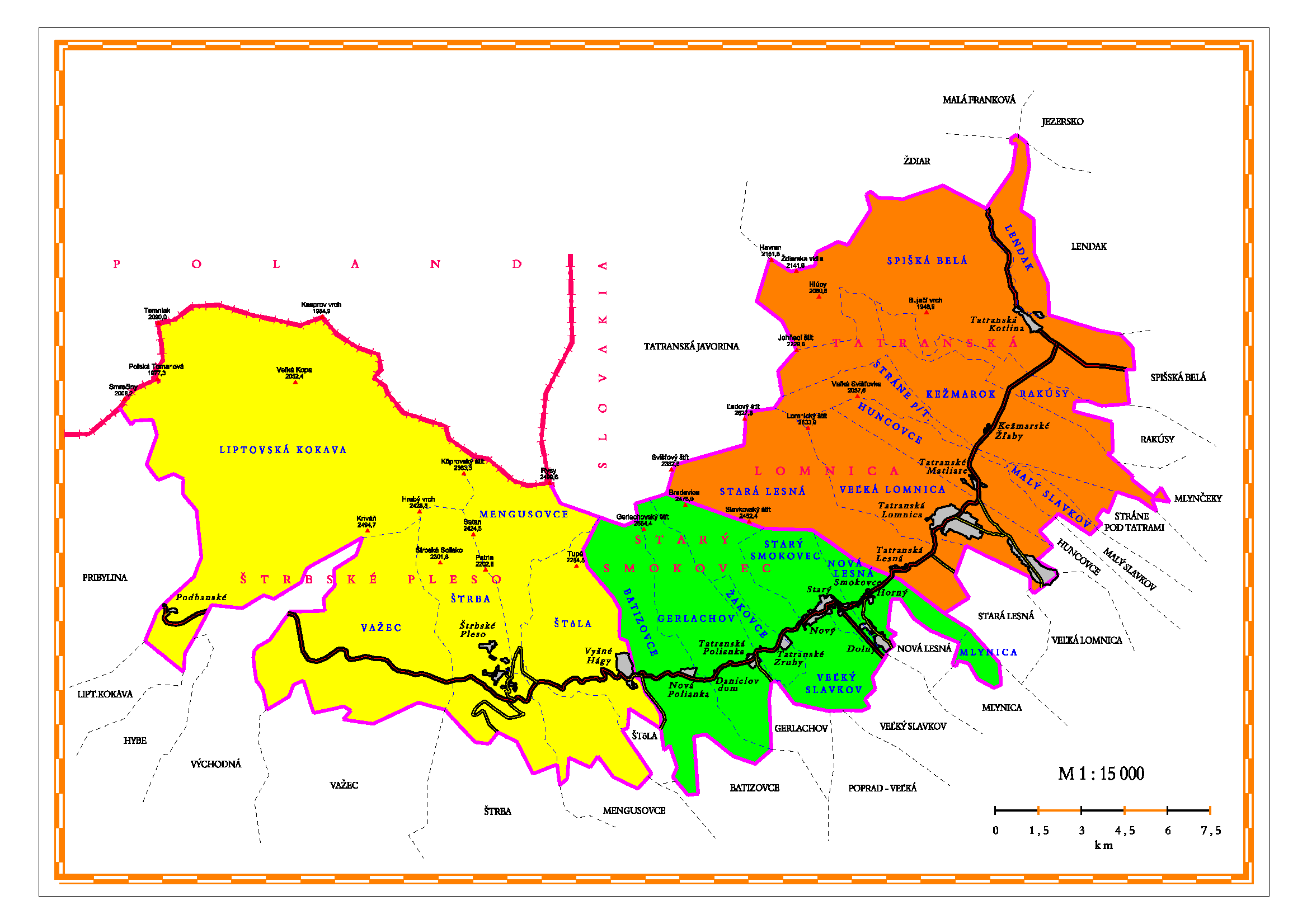
Високі Татри

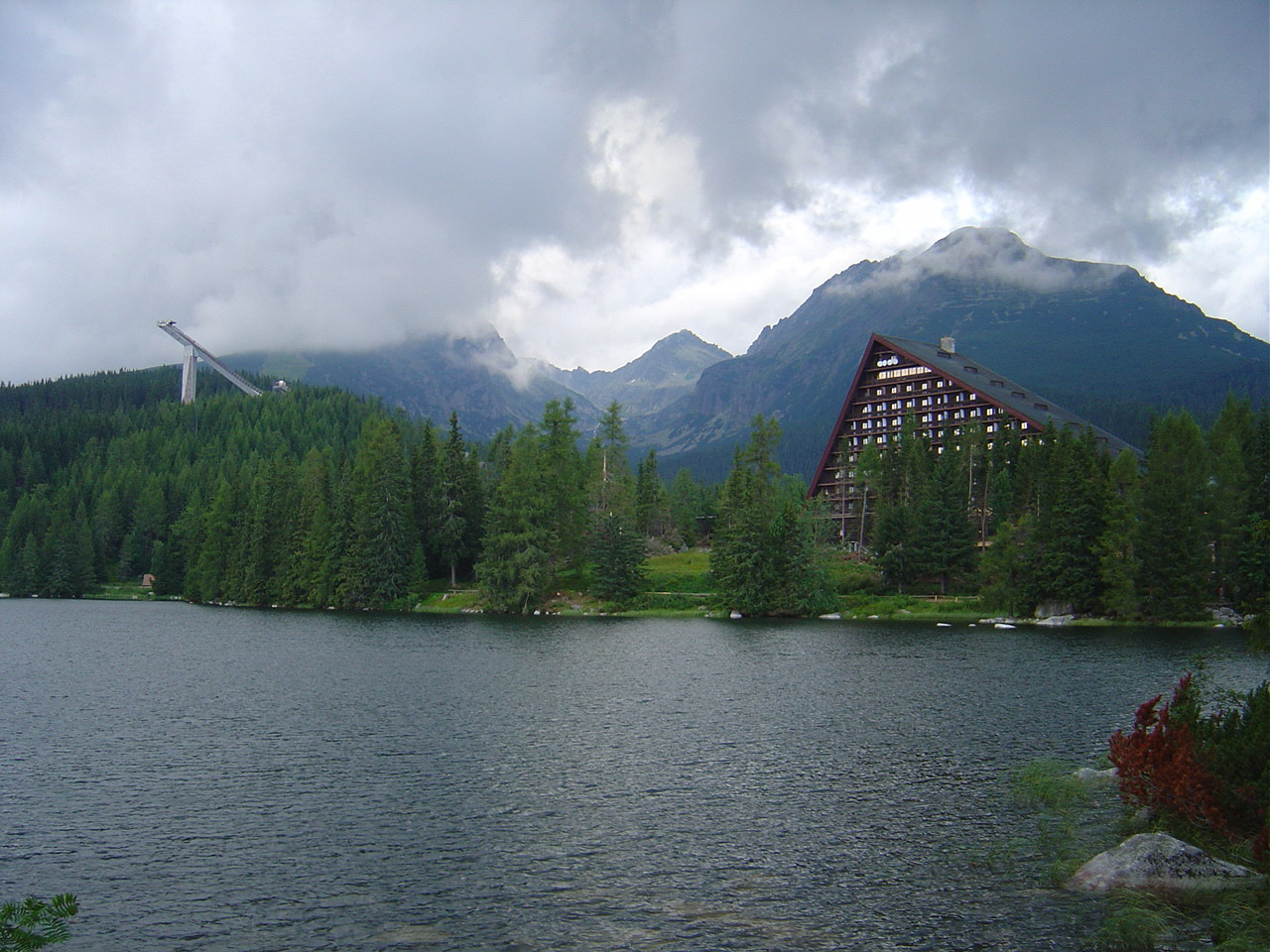
Готель Патрія біля Штрбського Плеса

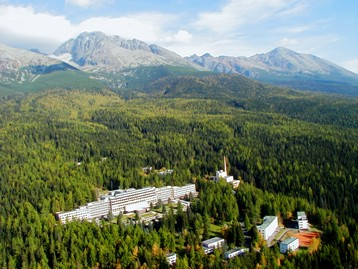
Вишні Гаги

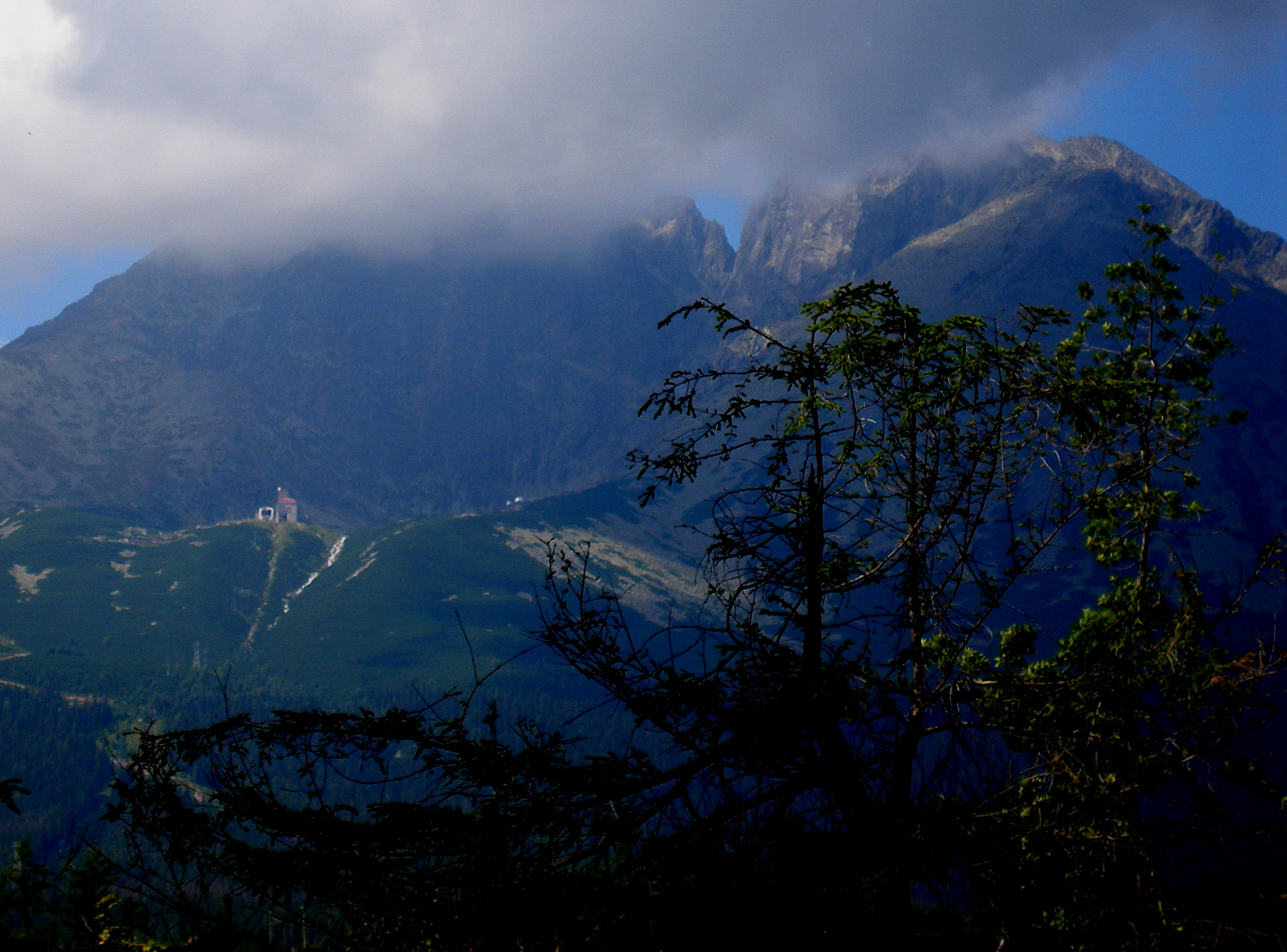
Скалнате Плесо

Висо́кі Та́три або Високе Татри (словац. Vysoké Tatry) — місто, громада в окрузі Попрад, Пряшівський край, Словаччина. Територія міста охоплює значну частину гірського масиву Високі Татри. Місто складається із 15 міських частин, які були колись самостійними поселеннями, але часом були інтегровані в одну територіальну одиницю. В 1947—1960 рр. містечко мало назву Високі Татри, в 1960 р. було розділене на менші територіальні одиниці — села Штрбське Плесо, Татранська Ломніца, Ждяр, Штвола і Старий Смоковець із статутом міста. Населені пункти Старий Смоковець, Штрбске Плесо та Татранська Ломніца були в 1990 р. інтегровані і утворили місто Старий Смоковець, яке з 1 січня 1999 р. змінило назву на Високі Татри.

## Адміністративний поділ
Місто складається з 3 колишніх населених пунктів: Старий Смоковець, Штрбске Плесо та Татранська Ломніца — зараз представляють 3 кадастрові зони, які далі поділяються на 15 міських частин:
- Вишне Гаги (словац. Vyšné Hágy) (засновані 1890, 1 125  м н. р. м.)
- Горний Смоковець (словац. Horný Smokovec) (950  м н. р. м.)
- Кежмарське Жляби (словац. Kežmarské Žľaby) (920  м н. р. м.) (засновані v pol. 19. stor., 885  м. н. р. м.)
- Дольний Смоковець (словац. Dolný Smokovec) (890  м н. р. м.)
- Нова Полянка (словац. Nová Polianka) (заснована po 2. sv. vojne ako vojenská osada, 1 060  м н. р. м.)
- Новий Смоковець (словац. Nový Smokovec) (1 000  м н. р. м.)
- Подбанське (словац. Podbanské)(засноване 1871, 940  м н. р. м., takmer celá osada je súčasťou dediny Pribylina)
- Старий Смоковець (словац. Starý Smokovec) (заснований 1793, 1 010  м н. р. м.)
- Татранське Зруби (словац. Tatranské Zruby) (vznikli ako zrubový výcvikový tábor čs. armády pod názvom Vojenské Zruby, 995  м н. р. м.)
- Татранська Котліна (словац. Tatranská Kotlina) (заснована 1881, 760  м н. р. м.)
- Татранська Лесна (словац. Tatranská Lesná) (заснована 1927, 915  м н. р. м.)
- Татранська Ломніца (словац. Tatranská Lomnica) (заснована 1893, 850  м н. р. м.)
- Татранське Матляре (словац. Tatranské Matliare)
- Татранська Полянка (словац. Tatranská Polianka) (заснована 1885, 1 005  м н. р. м.)
- Штрбське Плесо (словац. Štrbské Pleso)

## Історія
Вперше згадується як Старий Смоковець 1793 року.

## Туризм
- гірськолижні види спорту
- курорти та санаторії
- готелі

## Культура
- Музей Татранського Національного Парку (словац. Múzeum TANAP-u)
- Кінотеатр Крівань (закритий)
- Кінотеатр Татри

### Церкви
- римо-католицький костел у Старому Смоковці (1888)
- римо-католицький дерев'яний костел у Нижньому Смоковці (1890)
- римо-католицький костел у Штрбському Плесі (1937)
- римо-католицький костел у Новому Смоковці (2002)
- протестантські костели в Новому Смоковці, Татранській Котлині, Татранській Ломниці.

## Освіта
У місті працюють 4 дитсадки, 3 початкові школи, 1 середня школа

## Населення
| Рік:            | 1994. | 2004.    | 2014.    | 2024.   |
| --------------- | ----- | -------- | -------- | ------- |
| Кількість осіб: | 5669  | 4953     | 4113     | 3770    |
| Різниця:        |       | -12,63 % | -16,95 % | -8,33 % |

| Рік:            | 2023. | 2024.   |
| --------------- | ----- | ------- |
| Кількість осіб: | 3782  | 3770    |
| Різниця:        |       | -0,31 % |

У місті проживає 4 593 особи.
Національний склад населення (за даними останнього перепису населення — 2001 року):
- словаки — 92,95 %
- чехи — 2,22 %
- угорці — 0,57 %
- німці — 0,26 %
- русини — 0,17 %
- поляки — 0,09 %
- українці — 0,06 %
- моравани — 0,02 %

Склад населення за приналежністю до релігії станом на 2001 рік:
- римо-католики — 61,96 %,
- протестанти (еванєлики) — 7,64 %,
- греко-католики — 3,62 %,
- православні — 0,30 %,
- гусити — 0,06 %,
- не вважають себе вірянами або не належать до жодної вищезгаданої церкви — 25,67 %

## Географія
Протікають:
- Велицький потік[9]
- Батізовський потік[10]
- Великий Шум
- Малий Шум[11]
- Новолеснянський потік
- Славковський потік[12]
- Скельнатий потік.[13]